# Говорково
Говорково — посёлок в Богучанском районе Красноярского края России. Административный центр и единственный населённый пункт Говорковского сельсовета. Выделен в 1991 году из Хребтовского сельсовета.

## История
Посёлок Говорково был основан в 1936 году.

## География
Посёлок находится в северо-восточной части края, на левом берегу реки Ангара, вблизи места впадения в неё ручья Говорков, на расстоянии приблизительно 73 километров (по прямой) к востоку-северо-востоку (ENE) от села Богучаны, административного центра района.

## Население
| 2010 | 2012 | 2013 | 2014 | 2015 | 2016 | 2017 |
| ---- | ---- | ---- | ---- | ---- | ---- | ---- |
| 769  | ↘765 | ↘751 | ↘739 | ↘720 | ↘688 | ↘678 |

Гендерный состав
По данным Всероссийской переписи населения 2010 года в гендерной структуре населения мужчины составляли 51,1 %, женщины — соответственно 48,9 %.
Национальный состав
Согласно результатам переписи 2002 года, в национальной структуре населения русские составляли 90 % из 822 чел.

## Инфраструктура
В посёлке функционируют средняя общеобразовательная школа, детский сад, фельдшерско-акушерский пункт (филиал Богучанской районной больницы), библиотека, сельский дом культуры и отделение Почты России.

## Улицы
Уличная сеть посёлка состоит из семи улиц и двух переулков.